# Santiago González (tenista)
Santiago González Torre (Córdoba, México, 24 de febrero de 1983) es un jugador de tenis profesional mexicano. Diestro y de 1,90 m de altura, González ha sido uno de los mejores representantes mexicanos en tenis en la última década y ha sido miembro ininterrumpido del Equipo de Copa Davis de México desde 2001.

## Carrera
Su superficie preferida son las canchas duras y empieza a destacarse en el dobles. Su mejor posición en la clasificación individual ha sido n.º 155 en 2006 y n.º 23 en 2013 en la clasificación de dobles.
En 2008 consiguió su primer título challenger en Belo Horizonte derrotando en la final al ex n.º 9 del mundo, Nicolás Massú.
El 9 de mayo de 2010 obtuvo su primer título ATP en la modalidad de dobles, en el Abierto de Belgrado.
Recientemente el 24 de abril de 2011 consiguió su segundo título ATP en la modalidad de dobles y primero categoría 500.
Se retiró como singlista durante el Torneo de Acapulco 2012 donde fue eliminado en la primera ronda por el campeón defensor del torneo David Ferrer, la organización del torneo dedicó un pequeño homenaje al tenistas quien expresó que a sus 29 años se concentrará exclusivamente en la categoría de dobles

### Copa Davis
Desde el año 2001 es integrante del Equipo de Copa Davis de México. Fue convocado en un total de 24 eliminatoiras disputándolas todas. En la modalidad de individuales cosechó una marca de partidos ganados versus perdidos de 8-5. Mientras que en dobles el saldo también es positivo de 13-11. El global es de 21-16.

### Juegos Panamericanos
En el año 2003 ganó su primera medalla de oro en los Juegos Panamericanos de Santo Domingo en República Dominicana. Fue en la modalidad de dobles y su compañero fue Alejandro Hernández.
En el año 2007 ganó medalla de bronce en los Juegos Panamericanos de Río de Janeiro en Brasil. Fue también en dobles pero esta vez junto a Víctor Romero.
Y en el año 2011 en los Juegos Panamericanos de Guadalajara disputados en su país, volvió a ganar otra medalla de oro en la modalidad de dobles mixtos junto a su compatriota Ana Paula de la Peña. Se convirtió por lo tanto en el segundo tenista mexicano en la historia de los Juegos Panamericanos que se subió al podio en tres ediciones consecutivas.

## Torneos por año

### Dobles masculinos

#### 2025
| N.º | Fecha               | Compañero     | Torneo               | Categoría  | Superficie | Ronda |
| --- | ------------------- | ------------- | -------------------- | ---------- | ---------- | ----- |
| 1   | 2 de enero de 2025  | Lucas Miedler | Hong Kong            | ATP 250    | Dura       | CF    |
| 2   | 6 de enero de 2025  | Lucas Miedler | Auckland             | ATP 250    | Dura       | OF    |
| 3   | 18 de enero de 2025 | Lucas Miedler | Abierto de Australia | Grand Slam | Dura       | 2R    |

#### 2024
| N.º | Fecha                    | Compañero                 | Torneo                    | Categoría  | Superficie    | Ronda |
| --- | ------------------------ | ------------------------- | ------------------------- | ---------- | ------------- | ----- |
| 1   | 10 de enero de 2024      | Neal Skupski              | Adelaida                  | ATP 250    | Dura          | OF    |
| 2   | 22 de enero de 2024      | Neal Skupski              | Abierto de Australia      | Grand Slam | Dura          | 3R    |
| 3   | 10 de febrero de 2024    | Neal Skupski              | Dallas                    | ATP 250    | Dura          | SF    |
| 4   | 19 de febrero de 2024    | Neal Skupski              | Delray Beach              | ATP 250    | Dura          | F     |
| 5   | 23 de febrero de 2024    | Neal Skupski              | Los Cabos                 | ATP 250    | Dura          | CF    |
| 6   | 3 de marzo de 2024       | Neal Skupski              | Acapulco                  | ATP 500    | Dura          | F     |
| 7   | 10 de marzo de 2024      | Neal Skupski              | Indian Wells              | ATP 1000   | Dura          | R32   |
| 8   | 25 de marzo de 2024      | Neal Skupski              | Miami                     | ATP 1000   | Dura          | R32   |
| 9   | 9 de abril de 2024       | Neal Skupski              | Montecarlo                | ATP 1000   | Tierra batida | R32   |
| 10  | 18 de abril de 2024      | Édouard Roger-Vasselin    | Barcelona                 | ATP 500    | Tierra batida | CF    |
| 11  | 30 de abril de 2024      | Édouard Roger-Vasselin    | Madrid                    | ATP 1000   | Tierra batida | R32   |
| 12  | 13 de mayo de 2024       | Édouard Roger-Vasselin    | Roma                      | ATP 1000   | Tierra batida | OF    |
| 13  | 24 de mayo de 2024       | Édouard Roger-Vasselin    | Lyon                      | ATP 250    | Tierra batida | SF    |
| 14  | 31 de mayo de 2024       | Édouard Roger-Vasselin    | Roland Garros             | Grand Slam | Tierra batida | 1R    |
| 15  | 21 de junio de 2024      | Édouard Roger-Vasselin    | Londres                   | ATP 500    | Hierba        | CF    |
| 16  | 25 de junio de 2024      | Miguel Ángel Reyes Varela | Mallorca                  | ATP 250    | Hierba        | OF    |
| 17  | 7 de julio de 2024       | Édouard Roger-Vasselin    | Wimbledon                 | Grand Slam | Hierba        | 2R    |
| 18  | 18 de julio de 2024      | Skander Mansouri          | Gstaad                    | ATP 250    | Tierra batida | CF    |
| 19  | 26 de julio de 2024      | Skander Mansouri          | Kitzbühel                 | ATP 250    | Tierra batida | SF    |
| 20  | 2 de agosto de 2024      | Lloyd Glasspool           | Washigton                 | ATP 500    | Dura          | CF    |
| 21  | 8 de agosto de 2024      | Édouard Roger-Vasselin    | Canadá                    | ATP 1000   | Dura          | OF    |
| 22  | 16 de agosto de 2024     | Édouard Roger-Vasselin    | Cincinnti                 | ATP 1000   | Dura          | OF    |
| 23  | 28 de agosto de 2024     | Édouard Roger-Vasselin    | Abierto de Estados Unidos | Grand Slam | Dura          | 1R    |
| 24  | 29 de septiembre de 2024 | Édouard Roger-Vasselin    | Pekín                     | ATP 500    | Dura          | CF    |
| 25  | 11 de octubre de 2024    | Édouard Roger-Vasselin    | Shanghai                  | ATP 1000   | Dura          | SF    |
| 26  | 17 de octubre de 2024    | Édouard Roger-Vasselin    | Amberes                   | ATP 250    | Dura          | CF    |
| 27  | 26 de octubre de 2024    | Édouard Roger-Vasselin    | Basilea                   | ATP 500    | Dura          | SF    |
| 28  | 31 de octubre de 2024    | Édouard Roger-Vasselin    | Paris                     | ATP 1000   | Dura          | OF    |
| 29  | 6 de noviembre de 2024   | Édouard Roger-Vasselin    | Metz                      | ATP 250    | Dura          | CF    |

### Dobles mixtos

#### 2024
| N.º | Fecha                | Compañera      | Torneo                    | Categoría  | Superficie | Ronda |
| --- | -------------------- | -------------- | ------------------------- | ---------- | ---------- | ----- |
| 1   | 20 de enero de 2024  | Chan Hao-ching | Abierto de Australia      | Grand Slam | Dura       | 1R    |
| 2   | 14 de julio de 2024  | Giuliana Olmos | Wimbledon                 | Grand Slam | Hierba     | F     |
| 3   | 31 de agosto de 2024 | Giuliana Olmos | Abierto de Estados Unidos | Grand Slam | Dura       | OF    |

## Torneos de Grand Slam

### Dobles

#### Finalista (1)
| Año  | Torneo        | Pareja       | Oponentes en la final       | Resultado           |
| 2017 | Roland Garros | Donald Young | Ryan Harrison Michael Venus | 6-7(5), 7-6(4), 3-6 |

### Dobles mixto

#### Finalista (3)
| Año  | Torneo            | Pareja               | Oponentes en la final        | Resultado        |
| 2012 | Roland Garros     | Klaudia Jans-Ignacik | Sania Mirza Mahesh Bhupathi  | 6-7(3), 1-6      |
| 2013 | Abierto de EE.UU. | Abigail Spears       | Andrea Hlaváčková Max Mirnyi | 6-7(5), 3-6      |
| 2014 | Abierto de EE.UU. | Abigail Spears       | Sania Mirza Bruno Soares     | 1-6, 2-6, [9-11] |
| 2024 | Wimbledon         | Giuliana Olmos       | Su-Wei Hsieh Jan Zieliński   | 4-6, 2-6         |

## Títulos ATP (25; 0+25)

### Dobles (25)
| Leyenda                   |
| Grand Slam (0)            |
| ATP Wourld Tour Final (0) |
| ATP Masters 1000 (2)      |
| ATP World Tour 500 (2)    |
| ATP World Tour 250 (21)   |

| N.º | Fecha                    | Torneo        | Superficie    | Pareja                 | Oponentes en la final                  | Resultado              |
| --- | ------------------------ | ------------- | ------------- | ---------------------- | -------------------------------------- | ---------------------- |
| 1.  | 3 de mayo de 2010        | Belgrado      | Tierra batida | Travis Rettenmaier     | Tomasz Bednarek Mateusz Kowalczyk      | 7-6(8), 6-1            |
| 2.  | 24 de abril de 2011      | Barcelona     | Tierra batida | Scott Lipsky           | Bob Bryan Mike Bryan                   | 5-7, 6-2, [12-10]      |
| 3.  | 6 de agosto de 2011      | Kitzbühel     | Tierra batida | Daniele Bracciali      | Franco Ferreiro André Sá               | 7-6(1), 4-6, [11-9]    |
| 4.  | 15 de julio de 2012      | Newport       | Hierba        | Scott Lipsky           | Ross Hutchins Colin Fleming            | 7-6(3), 6-3            |
| 5.  | 25 de agosto de 2012     | Winston-Salem | Dura          | Scott Lipsky           | Pablo Andújar Leonardo Mayer           | 6-3, 4-6, [10-2]       |
| 6.  | 5 de mayo de 2013        | Oeiras        | Tierra batida | Scott Lipsky           | Aisam-ul-Haq Qureshi Jean-Julien Rojer | 6-3, 4-6, [10-7]       |
| 7.  | 16 de junio de 2013      | Halle         | Hierba        | Scott Lipsky           | Daniele Bracciali Jonathan Erlich      | 6-2, 7-6(3)            |
| 8.  | 4 de mayo de 2014        | Oeiras        | Tierra batida | Scott Lipsky           | Pablo Cuevas David Marrero             | 6-3, 3-6, [10-8]       |
| 9.  | 25 de mayo de 2014       | Düsseldorf    | Hierba        | Scott Lipsky           | Martin Emmrich Christopher Kas         | 7-5, 4-6, [10-3]       |
| 10. | 15 de febrero de 2015    | Memphis       | Dura (i)      | Mariusz Fyrstenberg    | Artem Sitak Donald Young               | 5-7, 7-6(1), [10-8]    |
| 11. | 14 de febrero de 2016    | Memphis       | Dura (i)      | Mariusz Fyrstenberg    | Steve Johnson Sam Querrey              | 6-4, 6-4               |
| 12. | 29 de junio de 2018      | Antalya       | Hierba        | Marcelo Demoliner      | Sander Arends Matwé Middelkoop         | 7-5, 6-7(6), [10-8]    |
| 13. | 14 de abril de 2019      | Houston       | Tierra batida | Aisam-ul-Haq Qureshi   | Ken Skupski Neal Skupski               | 3-6, 6-4, [10-6]       |
| 14. | 13 de junio de 2021      | Stuttgart     | Hierba        | Marcelo Demoliner      | Ariel Behar Gonzalo Escobar            | 4-6, 6-3, [10-8]       |
| 15. | 26 de septiembre de 2021 | Astaná        | Dura (i)      | Andrés Molteni         | Jonathan Erlich Andrei Vasilevski      | 6-1, 6-2               |
| 16. | 13 de noviembre de 2021  | Estocolmo     | Dura (i)      | Andrés Molteni         | Aisam-ul-Haq Qureshi Jean-Julien Rojer | 6-2, 6-2               |
| 17. | 6 de febrero de 2022     | Córdoba       | Tierra batida | Andrés Molteni         | Andrej Martin Tristan-Samuel Weissborn | 7-5, 6-3               |
| 18. | 13 de febrero de 2022    | Buenos Aires  | Tierra batida | Andrés Molteni         | Fabio Fognini Horacio Zeballos         | 6-1, 6-1               |
| 19. | 26 de febrero de 2023    | Marsella      | Dura (i)      | Édouard Roger-Vasselin | Nicolas Mahut Fabrice Martin           | 4-6, 7-6(4), [10-7]    |
| 20. | 1 de abril de 2023       | Miami         | Dura          | Édouard Roger-Vasselin | Austin Krajicek Nicolas Mahut          | 7-6(4), 7-5            |
| 21. | 5 de agosto de 2023      | Los Cabos     | Dura          | Édouard Roger-Vasselin | Andrew Harris Dominik Koepfer          | 6-4, 7-5               |
| 22. | 29 de octubre de 2023    | Basilea       | Dura (i)      | Édouard Roger-Vasselin | Hugo Nys Jan Zieliński                 | 6-7(8), 7-6(3), [10-1] |
| 23. | 5 de noviembre de 2023   | París         | Dura (i)      | Édouard Roger-Vasselin | Rohan Bopanna Matthew Ebden            | 6-2, 5-7, [10-7]       |
| 24. | 15 de junio de 2025      | Stuttgart     | Hierba        | Austin Krajicek        | Alex Michelsen Rajeev Ram              | 6-4, 6-4               |
| 25. | 25 de junio de 2025      | Mallorca      | Hierba        | Austin Krajicek        | Yuki Bhambri Robert Galloway           | 6-1, 1-6, [15-13]      |

#### Finalista (18)
| N.º | Fecha                 | Torneo           | Superficie    | Pareja                 | Oponentes en la final                | Resultado           |
| --- | --------------------- | ---------------- | ------------- | ---------------------- | ------------------------------------ | ------------------- |
| 1.  | 11 de julio de 2010   | Newport          | Hierba        | Travis Rettenmaier     | Carsten Ball Chris Guccione          | 3-6, 4-6            |
| 2.  | 21 de mayo de 2011    | Niza             | Tierra batida | David Marrero          | Eric Butorac Jean-Julien Rojer       | 3-6, 4-6            |
| 3.  | 22 de junio de 2014   | 's-Hertogenbosch | Hierba        | Scott Lipsky           | Jean-Julien Rojer Horia Tecau        | 3-6, 6(3)-7         |
| 4.  | 28 de febrero de 2015 | Acapulco         | Dura          | Mariusz Fyrstenberg    | Ivan Dodig Marcelo Melo              | 6-7(2), 7-5, [3-10] |
| 5.  | 26 de julio de 2015   | Umag             | Tierra batida | Mariusz Fyrstenberg    | Máximo González André Sá             | 4-6, 6-3, [5-10]    |
| 6.  | 9 de abril de 2016    | Houston          | Tierra batida | Víctor Estrella        | Bob Bryan Mike Bryan                 | 6-4, 3-6, [8-10]    |
| 7.  | 19 de febrero de 2017 | Buenos Aires     | Tierra batida | David Marrero          | Juan Sebastián Cabal Robert Farah    | 1-6, 4-6            |
| 8.  | 10 de junio de 2017   | Roland Garros    | Tierra batida | Donald Young           | Ryan Harrison Michael Venus          | 6-7(5), 7-6(4), 3-6 |
| 9.  | 22 de octubre de 2017 | Amberes          | Dura (i)      | Julio Peralta          | Scott Lipsky Divij Sharan            | 4-6, 6-2, [5-10]    |
| 10. | 21 de octubre de 2018 | Amberes          | Dura (i)      | Marcelo Demoliner      | Nicolas Mahut Édouard Roger-Vasselin | 4-6, 5-7            |
| 11. | 17 de febrero de 2019 | Nueva York       | Dura (i)      | Aisam-ul-Haq Qureshi   | Kevin Krawietz Andreas Mies          | 4-6, 5-7            |
| 12. | 10 de enero de 2020   | Doha             | Dura          | Luke Bambridge         | Rohan Bopanna Wesley Koolhof         | 6-3, 2-6, [6-10]    |
| 13. | 19 de marzo de 2022   | Indian Wells     | Dura          | Édouard Roger-Vasselin | John Isner Jack Sock                 | 6-7(4), 3-6         |
| 14. | 2 de octubre de 2022  | Tel Aviv         | Dura (i)      | Andrés Molteni         | Rohan Bopanna Matwé Middelkoop       | 2-6, 4-6            |
| 15. | 30 de octubre de 2022 | Viena            | Dura (i)      | Andrés Molteni         | Alexander Erler Lucas Miedler        | 3-6, 6-7(1)         |
| 16. | 19 de febrero de 2024 | Delray Beach     | Dura          | Neal Skupski           | Julian Cash Robert Galloway          | 7-5, 5-7, [2-10]    |
| 17. | 2 de marzo de 2024    | Acapulco         | Dura          | Neal Skupski           | Hugo Nys Jan Zieliński               | 3-6, 2-6            |
| 18. | 6 de abril de 2025    | Houston          | Tierra batida | Federico Gómez         | Fernando Romboli John-Patrick Smith  | 1-6, 4-6            |

## ATP Challenger Tour

### Individuales
| N.º | Fecha      | Torneo                       | Superficie | Oponentes en la final | Resultado     |
| --- | ---------- | ---------------------------- | ---------- | --------------------- | ------------- |
| 1.  | 28.07.2008 | Challenger de Belo Horizonte | Dura       | Nicolás Massú         | 6-4, 6-3      |
| 2.  | 18.04.2010 | Challenger de León           | Dura       | Michal Przysiezny     | 3-6, 6-1, 7-5 |

## Títulos (32; 0+32)
| N.º | Fecha      | Torneo                              | Superficie    | Pareja               | Oponentes finales                        | Resultado            |
| --- | ---------- | ----------------------------------- | ------------- | -------------------- | ---------------------------------------- | -------------------- |
| 1.  | 17.11.2003 | Challenger de Puebla (1)            | Dura          | Alejandro Hernández  | Huntley Montgomery Alexandre Simoni      | 6-4, 2-6, 6-4        |
| 2.  | 02.08.2004 | Challenger de Gramado               | Dura          | Bruno Soares         | Henrique Mello Andrés Pedroso            | 6-3, 6-3             |
| 3.  | 09.08.2004 | Challenger de Manta                 | Dura          | Marcos Daniel        | Eric Nuñez Jimy Szymanski                | 3-6, 6-2, 7-6(5)     |
| 4.  | 04.10.2004 | Challenger de Quito                 | Tierra batida | Alejandro Hernández  | Lukasz Kubot Frank Moser                 | 2-6, 6-2, 6-4        |
| 5.  | 15.11.2004 | Challenger de Puebla (2)            | Dura          | Alejandro Hernández  | Rubén Ramírez Hidalgo Sergio Roitman     | 7-6(5), 1-6, 6-3     |
| 6.  | 06.12.2004 | Challenger de Guadalajara           | Tierra batida | Alejandro Hernández  | Miguel Gallardo Valles Gustavo Marcaccio | 6-3, 6-4             |
| 7.  | 18.04.2005 | Challenger de Bogotá (1)            | Tierra batida | Marcos Daniel        | Goran Dragicevic Mirko Pehar             | 7-6(4), 6-3          |
| 8.  | 17.10.2005 | Challenger de Bogotá (2)            | Tierra batida | Marcos Daniel        | Frederico Gil Marcelo Melo               | 6-2, 7-5             |
| 9.  | 09.07.2007 | Challenger de Bogotá (3)            | Tierra batida | Brian Dabul          | Leonardo Mayer Pablo González            | 6-2, 6-2             |
| 10. | 30.07.2007 | Challenger de Belo Horizonte (1)    | Dura          | Bruno Soares         | Marcio Torres Nicolas Tourte             | 6-7(12), 6-4, [10-5] |
| 11. | 28.07.2008 | Challenger de Belo Horizonte (2)    | Dura          | Aisam-Ul-Haq Qureshi | Daniel Silva Caio Zampieri               | 6-3, 7-6(3)          |
| 12. | 06.04.2009 | Challenger de San Luis Potosí       | Tierra batida | Horacio Zeballos     | Franco Ferreiro Julio Silva              | 6-2, 7-6(5)          |
| 13. | 11.07.2009 | Challenger de Sarasota              | Tierra batida | Víctor Estrella      | Treat Conrad Huey Harsh Mankad           | 6-2, 5-7, [10-4]     |
| 14. | 28.09.2009 | Challenger de Quito                 | Tierra batida | Simon Stadler        | Michael Quintero Fernando Vicente        | 6-2, 6-4             |
| 15. | 19.10.2009 | Challenger de Calabasas             | Dura          | Travis Rettenmaier   | Treat Conrad Huey Harsh Mankad           | 1-6, 6-3, [10-3]     |
| 16. | 05.04.2010 | Challenger de Bogotá (4)            | Tierra batida | Franco Ferreiro      | Dominik Meffert Philipp Oswald           | 6-3, 5-7, [10-7]     |
| 17. | 12.04.2010 | Challenger de León                  | Dura          | Vasek Pospisil       | Kaden Hensel Adam Hubble                 | 3-6, 6-3, [10-8]     |
| 18. | 31.05.2010 | Challenger de Roma-3                | Tierra batida | Travis Rettenmaier   | Sadik Kadir Purav Raja                   | 6-2, 6-4             |
| 19. | 15.11.2010 | Challenger de Cancún                | Tierra batida | Víctor Estrella      | César Ramírez Rainer Eitzinger           | 6-1, 7-6(3)          |
| 20. | 26.09.2011 | Challenger de Aguascalientes        | Tierra batida | Daniel Garza         | Julio César Campozano Víctor Estrella    | 6-4, 5-7, [11-9]     |
| 21. | 13.03.2012 | Challenger de Dallas-2              | Dura          | Scott Lipsky         | Michael Russell Bobby Reynolds           | 6-4, 6-3             |
| 22. | 15.03.2014 | Challenger de Irving                | Dura          | Scott Lipsky         | John-Patrick Smith Michael Venus         | 4-6, 7-6(7), [10-7]  |
| 23. | 15.01.2016 | Challenger de Canberra              | Dura          | Mariusz Fyrstenberg  | Maverick Banes Jarryd Chaplin            | 7-6, 6-3             |
| 24. | 02.04.2016 | Challenger de León                  | Dura          | Mate Pavic           | Samuel Groth Leander Paes                | 6-4, 3-6, [13-11]    |
| 25. | 26.03.2017 | Challenger de Guadalajara           | Dura          | Artem Sitak          | Luke Saville John-Patrick Smith          | 6-3, 1-6, [10-5]     |
| 26. | 14.07.2018 | Challenger de Braunschweig          | Tierra batida | Wesley Koolhof       | N. Sriram Balaji Vishnu Vardhan          | 6-3, 6-3             |
| 27. | 16.06.2019 | Challenger de Nottingham            | Hierba        | Aisam-Ul-Haq Qureshi | Mao Xin Gong Ze Zhang                    | 4-6, 7-6(5), [10-5]  |
| 28. | 22.06.2019 | Challenger de Ilkley                | Hierba        | Aisam-Ul-Haq Qureshi | Marcus Daniell Leander Paes              | 6-3, 6-4             |
| 29. | 16.11.2019 | Challenger de Houston               | Dura          | Jonathan Erlich      | Ariel Behar Gonzalo Escobar              | 6-3, 7-6(4)          |
| 30. | 13.09.2021 | Challenger de Szczecin              | Tierra batida | Andrés Molteni       | André Göransson Nathaniel Lammons        | 2-6, 6-2, [15-13]    |
| 31. | 07.04.2025 | Challenger de Ciudad de México 2025 | Tierra batida | Austin Krajicek      | Ryan Seggerman Patrik Trhac              | 7-6(9), 3-6, [10-5]  |
| 32. | 16.06.2025 | Challenger de Nottingham            | Hierba        | Austin Krajicek      | Fernando Romboli John-Patrick Smith      | 7-6(2), 6-4          |

## Actuación en torneosGrand Slam
| Australian Open, Melbourne                                                                              | 1R | 1R | CF | 2R | A  | A  | 4-4   | 0 |
| Roland Garros, París                                                                                    | 2R | 1R | 2R | 1R | 3R | A  | 4-5   | 0 |
| Wimbledon, Londres                                                                                      | 2R | 2R | 2R | 3R | 2R | 1R | 6-6   | 0 |
| US Open, Nueva York                                                                                     | 1R | 1R | 3R | 1R | 1R | A  | 2-5   | 0 |
| Total                                                                                                   | -  | -  | -  | -  | -  | -  | 16-20 | 0 |
| ATP World Tour Finals, Londres                                                                          | -  | -  | -  | -  | -  | -  | 0-0   | 0 |
| Leyenda: G: Torneo ganado; F: Finalista; SF: Semifinalista; CF: Cuartos de final; G-P: Ganados-Perdidos |    |    |    |    |    |    |       |   |

## Actuación en torneosATP World Tour Masters 1000
| Indian Wells | -   | 1r  | SF   | -   | 3-2   | 0 |
| Miami | -   | 2r  | 1r   | 1r  | 1-3   | 0 |
| Montecarlo | -   | 1r  | -    | -   | 0-1   | 0 |
| Madrid* | -   | 2r  | -    | 1r  | 1-2   | 0 |
| Roma | 1r  | 2r  | SF   | CF  | 6-4   | 0 |
| Montreal / Toronto | -   | 2r  | -    | SF  | 3-2   | 0 |
| Cincinnati | -   | -   | SF   | 2r  | 4-2   | 0 |
| Shanghai** | -   | 1r  | 1r   | -   | 0-2   | 0 |
| París | SF  | 2r  | CF   | -   | 6-3   | 0 |
| Total | 3-2 | 5-8 | 11-6 | 5-5 | 24-21 | 0 |
| Leyenda: G: Torneo ganado; F: Finalista; SF: Semifinalista; CF: Cuartos de final; G-P: Ganados-Perdidos; */**: Post 2009 |     |     |      |     |       |   |